# Раззаз, Омар
Омар Раззаз (араб. عمر الرزاز‎; род. 1 января 1960,  Амман, Иордания) – иорданский государственный и политический деятель. Премьер-министр Иордании с 14 июня 2018 по 12 октября 2020 года.

## Биография
Омар Раззаз родился 1 января 1960 года в Аммане.
Омар Раззаз получил степень магистра международного развития и регионального планирования в Массачусетском технологическом институте в 1987 году, степень доктора философии (PhD) в области государственной политики и планирования с экономическим уклоном Гарвардского университета в 1991 году. В 1995 году окончил докторантуру Гарвардской школы права.
В 1995—1997 годах был ассистентом профессора в Массачусетском технологическом институте. С 2002 по 2006 год был директором Всемирного банка в Ливане. С 2006 по 2010 год — директор Института социального обеспечения Иордании, одновременно работал директором Иорданского стратегического форума и Jordan Ahli Bank. С 14 января 2017 по 14 июня 2018 года работал министром образования Иордании в правительстве Хани аль-Мульки.
Был назначен 14 июня 2018 года премьер-министром после того, как его предшественник ушёл в отставку в результате массовых протестов против мер жёсткой экономии в стране. 3 октября 2020 года ушёл в отставку после роспуска парламента в связи с окончанием четырёхлетнего срока полномочий.